# Red Nacional de los Ferrocarriles Españoles
La Red Nacional de los Ferrocarriles Españoles (RENFE) fue una empresa estatal española que operó la red nacional ferroviaria de ancho ibérico entre 1941 y 2005. Durante más de seis décadas y como monopolio, se encargó en exclusiva del transporte de pasajeros y mercancías por sus líneas, así como de la gestión de su infraestructura.
Fue fundada en España a comienzos de 1941, tras el final de la guerra civil española, y existió durante casi 64 años hasta su disolución el 31 de diciembre de 2004. En cumplimiento de las normativas europeas sobre transporte ferroviario, RENFE se dividió en dos nuevas entidades: Adif, el mayor ente gestor de las infraestructuras ferroviarias españolas, y Renfe Operadora, compañía que se quedó con la explotación de los ferrocarriles de titularidad pública. Posteriormente, a partir de 2013, sucedería lo mismo con FEVE, la compañía estatal homóloga encargada de la red ferroviaria de ancho métrico.

## Historia

### Antecedentes

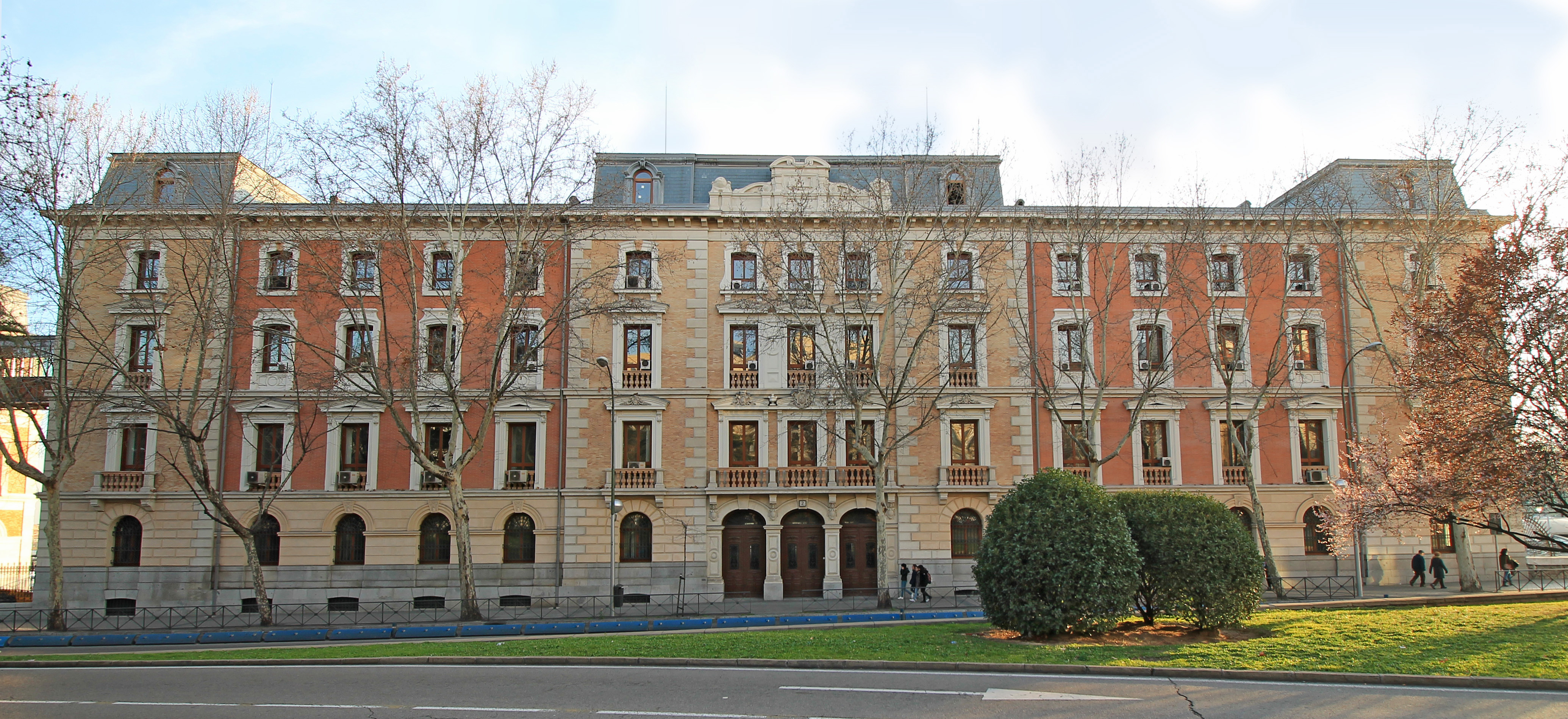
Antiguas oficinas de RENFE en Madrid, anteriormente edificio administrativo de la Compañía M.Z.A. construido en 1890.

La fundación de RENFE se produjo en el contexto posterior a la guerra civil española, con buena parte de la red ferroviaria española gravemente dañada durante la contienda. Sin embargo, la cuestión sobre la nacionalización de los ferrocarriles ya venía de lejos, en tanto que Francisco Cambó durante su etapa ministerial ya había propugnado esta idea debido a la deficiente actuación de las compañías ferroviarias privadas, las cuales mantenían un parque móvil anticuado y a veces hasta un tendido ferroviario en mal estado. Con el estallido de la guerra civil, el 18 de julio de 1936, las compañías ferroviarias quedaron incautadas por el estado en el Decreto estatal de 3 de agosto de 1936. Si bien en la zona «sublevada» o «nacionalista» los ferrocarriles continuaron su existencia independiente, el control real fue ejercido por los militares y no por los Consejos de Administración. Tras la guerra, miles de kilómetros de tendido se encontraban inservibles, a lo que se unía que el 40% del parque móvil estaba destruido y el restante por reparar. Ante esta situación, el nuevo estado franquista en 1939 gestionará las compañías ferroviarias que se encuentran incapaces de ejercer sus labores, previo paso a la creación de RENFE en 1941.

### 1941-1959
El 24 de enero de 1941, el Gobierno de Francisco Franco aprobaba la Ley de Bases de Ordenación Ferroviaria y de los Transportes por Carretera por la que todas las compañías de ancho ibérico que operaban en España fueron reunidas en una sola empresa estatal, la Red Nacional de los Ferrocarriles Españoles, RENFE. De las compañías nacionalizadas más importantes destacaban la Compañía de los Caminos de Hierro del Norte de España (1858-1941), la Compañía del Ferrocarril de Madrid a Zaragoza y Alicante (1856-1941) y la Compañía Nacional de los Ferrocarriles del Oeste (1928-1941). La Compañía de los Ferrocarriles Andaluces, debido a sus pésimos resultados económicos, ya había pasado a control del Estado en 1936, que transfirió su gestión a la de los Ferrocarriles del Oeste. Consecuencia de esa unidad en la gerencia de ambas compañías fue la idea confundida de que formaban una sola. Sin embargo, a pesar de la incautación estatal, la compañía mantuvo su identidad financiera y contable. El siguiente paso dado por el estado fue el de la difícil tarea de calcular el monto de indemnizaciones que recibirían las antiguas compañías. Al frente en la prioridad del cobro de los rescates pagados por el Estado (que acabarían siendo bastante elevados) se situaron los obligacionistas, seguidos de los accionistas y, por último, en caso de que quedase algo que repartir, las sociedades participativas. Así, RENFE se convertía durante casi 64 años en el actor dominante del ferrocarril español.
En el momento de su creación RENFE contaba con 12.401 km de vía así como un variado y ya anticuado parque móvil procedente de las antiguas compañías. En los primeros años de su existencia tuvo que responder a escaseces de todo tipo y la necesidad apremiante de la reconstrucción de los daños producidos por la reciente Guerra Civil, una tarea difícil por la escasez de recursos económicos. La falta de repuestos y desgaste del material fue causa de no pocos y graves accidentes como el que tuvo lugar en Torre del Bierzo en enero de 1944, el más grave de la historia de España. En 1949 cuando se aprobó el Plan General de Reconstrucción y Reformas Urgentes (conocido en la época como Plan Guadalhorce) con el objetivo de resolver las necesidades más importantes. Entre otras cosas, preveía 5000 millones de pesetas para la renovación de la Red y el desarrollo de un amplio programa. También incluía el Plan la renovación de material: estaba prevista la adquisición de 200 locomotoras, 5000 vagones y 400 coches de pasajeros para completar los pedidos iniciales desde 1941.
En los años cincuenta se empezaron a ver los frutos del Plan Guadalhorce y a recuperar, en parte, la situación de preguerra, pero España era un país depauperado y las mejoras e inicios de modernización fueron muy tímidos. A pesar de todo, se dan algunos pasos que serán el tímido símbolo de las reformas pensadas. En el mismo año 1950 empiezan los primeros servicios comerciales de los Talgo entre Madrid y Hendaya, aunque no es la única innovación; en 1952 entran en servicio los automotores diésel TAF que supusieron un gran salto cualitativo en los viajes de Larga Distancia. Y dos años después, en 1954, es inaugurado el primer centro de Control de Tráfico Centralizado, situado entre Ponferrada y Brañuelas. Coincidiendo con el final del decenio, se producen dos hechos de gran importancia: en 1958 entra en servicio el ferrocarril Zamora-Orense, cuya construcción había comenzado en 1927 y la cual se había alargado hasta ahora. Primeras «Suizas» para el tráfico de cercanías. Sin embargo, esta época de avances e inversiones previstas de RENFE dentro del Plan de Estabilización se ve detenida bruscamente en 1959, en respuesta a la inflación y grave crisis económica que se vivió en España a finales de esa década. Las causas de esta grave crisis son el claro fracaso de la política autárquica que había imperado en el régimen franquista desde 1939 y que tenía atada la economía española.

### 1960-1989

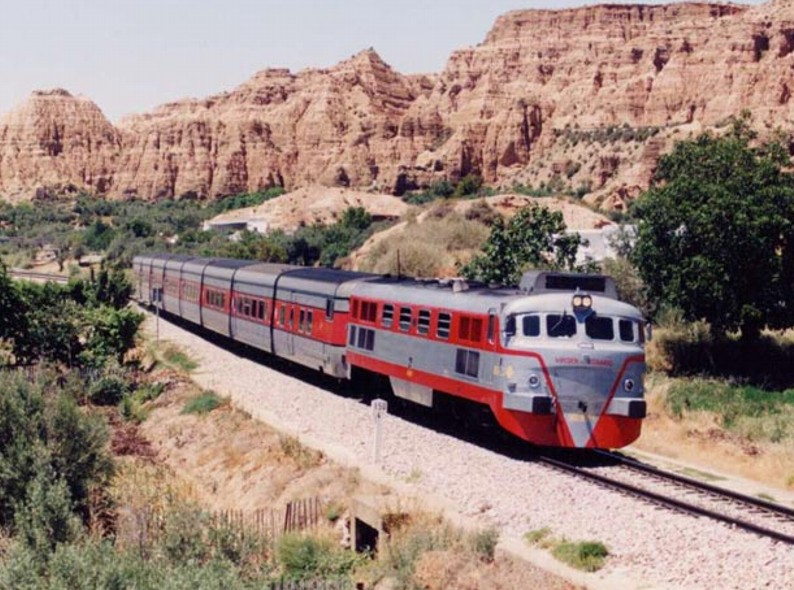
Talgo III cerca de Guadix. A partir de 1960 las tracciones diésel y eléctrica empiezan a ganar impulso.

El desarrollismo en los años sesenta significó una mejora progresiva en la economía española que igualmente se tradujo para los ferrocarriles. En este sentido, se produjo una significativa mejora del material rodante de RENFE aunque este no alcanzase a todas las líneas ni a la totalidad del parque móvil. Las mejoras siempre se movieron en las principales líneas que concentraban el mayor tráfico de viajeros como es el caso de la línea Madrid-Barcelona, que es electrificada y dotada de doble vía en la mayor parte del recorrido.
En el caso del tendido ferroviario, en 1962 el Banco Mundial, dentro de un amplio informe sobre la economía española, recomienda abandonar las inversiones en nuevas líneas y centrar el esfuerzo presupuestario en mejorar la red existente. El único proyecto que se salvó de estos recortes fue el Ferrocarril de Madrid a Burgos por Aranda de Duero, que se inauguraría unos años después. Siguiendo las líneas preconizadas por el informe del Banco Mundial, en 1964 el Gobierno aprueba el Plan Decenal de Modernización de 1964 a 1973 que traería modernización del parque móvil y la mejora de la red ferroviaria permitieron que en 1967 la velocidad máxima de algunos trenes se elevara a 140 km/h. El comienzo de la década de los 70 traerá una desaceleración en el Plan Decenal de Modernización de 1964 a 1973, que al final daría lugar el nacimiento del Plan RENFE 1972-1975, con un importante programa de modernizaciones.

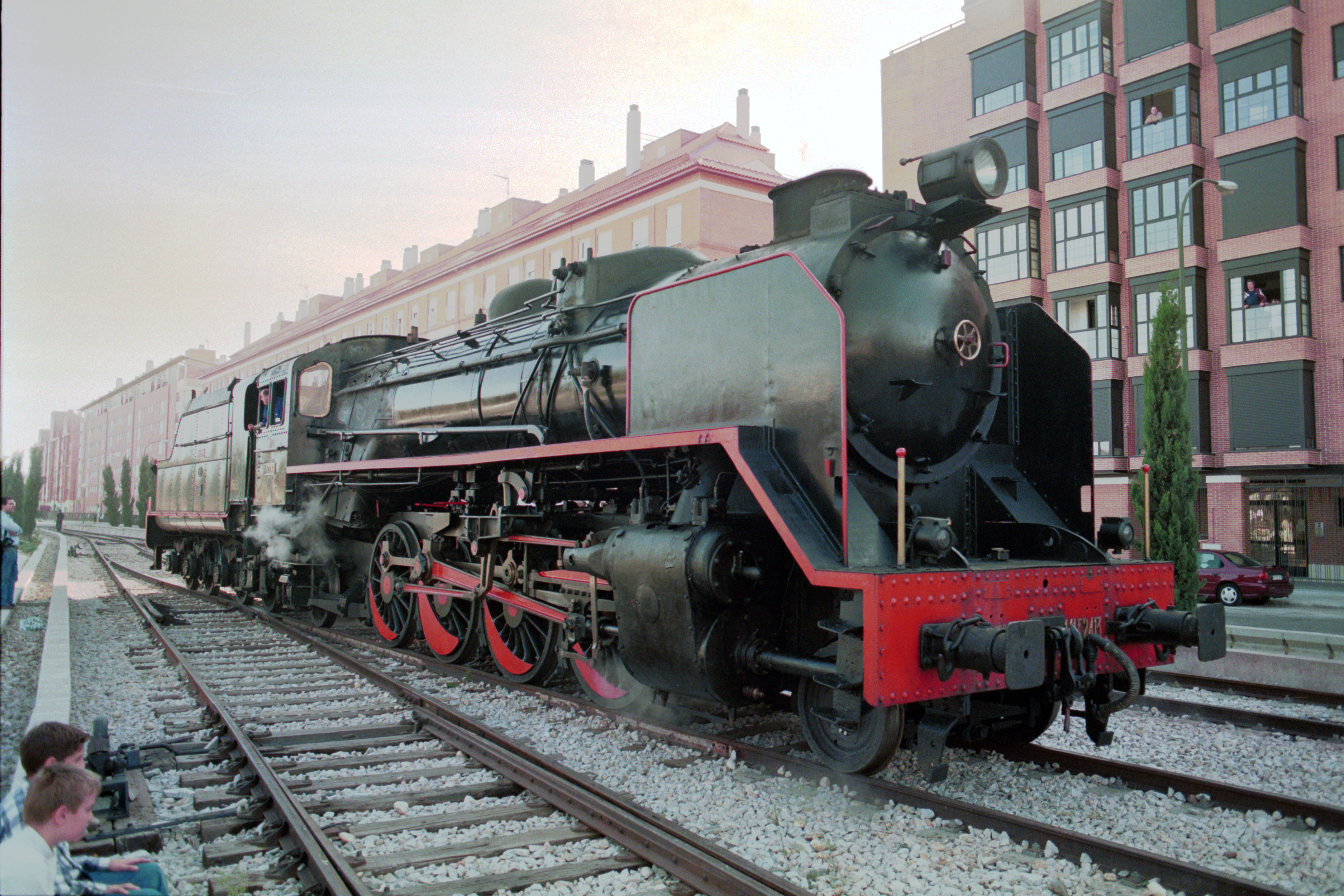
Locomotora Mikado, sería la última locomotora de tracción vapor en prestar servicios con RENFE.

El 23 de junio de 1975 fue puesta fuera de servicio la última locomotora de vapor (una Mikado, la concretamente la número 141F 2348) en la Estación de Clasificación de Vicálvaro (Madrid). La desaparición de la tracción vapor no será el único hecho que ocurre este año, en tanto que el 20 de noviembre muere el dictador Francisco Franco y con ello comienza el principio del fin para el franquismo. Esto incidirá en RENFE pues supondrá el comienzo de una época de amplias reformas que buscan convertir a los ferrocarriles españoles en un eficaz medio de transporte. La situación a la que había llegado RENFE a finales de los años setenta con gigantescos déficits anuales y un servicio ferroviario que además de poco eficiente se había demostrado insostenible. En 1979 se produce la firma del primer Contrato Programa, elaborado como el Plan General de Ferrocarriles y que debía tener 12 años de vigencia pero el cual sólo se realizaría muy parcialmente. Además, se empezaron a implantar servicios de Cercanías en Madrid, Barcelona, Málaga o Valencia, con el objetivo de absorber el tráfico de pasajeros que se mueven en estos grandes centros urbanos. Las Cercanías se convertirán en una de las joyas de la corona para RENFE. Sin embargo, todo nuevo plan de reformas que se haga choca con la realidad.
En 1984 RENFE se encuentra en una situación crítica con déficits anuales gigantescos y es que, sus trenes se mueven principalmente en solo 5000 km de los 13000 km de vía que gestiona: Hay demasiadas líneas que no son rentables. Por ello se acuerda el Contrato Programa de 1984, por el que el 1 de enero de 1985 se cierran 914 km de vías y se dejan para uso exclusivo de mercancías otros 933 km: 12 líneas y 132 estaciones se quedan sin servicio. Además, las comunidades autónomas salen al rescate de más de 600 km para evitar su cierre. Se llevará a cabo la modernización de instalaciones, como las estaciones de Madrid, Sevilla o Barcelona, que sufren profundas transformaciones para adaptarse a las nuevas necesidades. Otras muchas estaciones y vías también son modernizadas. En concreto, el tráfico de Atocha fue absorbido por la Estación de Chamartín hasta la inauguración de la nueva Estación de Atocha en 1992.

### 1991-2005

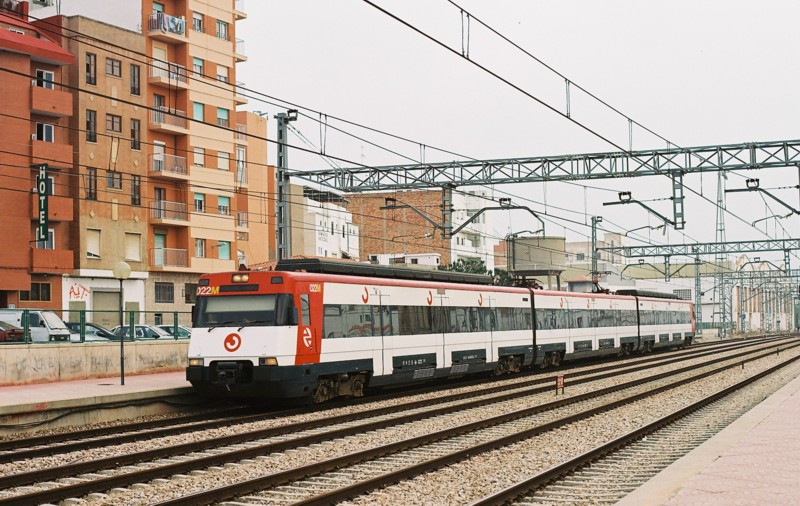
Unidad de Cercanías de la Serie 447, imagen que se convirtió en habitual tras la creación de las Unidades de Negocio y, con ello, la creación de los Cercanías.

Continuando con los proyectos ya lanzados en los años ochenta, en 1991 siguen en marcha las obras del Nuevo Acceso Ferroviario a Andalucía (NAFA), que supusieron la construcción de la Estación de Santa Justa para concentrar el tráfico ferroviario en Sevilla. Ello conllevó a su vez que las Estaciones sevillanas de San Bernardo y Plaza de Armas fueran desmanteladas. Gran parte de estas obras realizadas en la ciudad hispalense tenían otro motivo: la celebración de la Exposición Universal de 1992 (Expo 92). En Barcelona se produjo una reorganización del parque de vías que circulaba por distintas zonas de la ciudad así como la mejora y adecuación de algunas estaciones como la de Barcelona-Término (renombrada como Estación de Francia) y Barcelona-Sants. Y al igual que en Sevilla, estas obras se realizaban el marco de una reordenación urbana con motivo, en este caso, de la celebración de los Juegos Olímpicos de 1992 en la Ciudad Condal. El 14 de abril de 1992 se produjo la inauguración de la línea de alta velocidad Madrid-Sevilla, coincidiendo con la inauguración de la Expo'92. Fue un gran momento para RENFE y la Historia de los ferrocarriles españoles, que daban ante el mundo una imagen de modernidad gracias a la publicidad de la Expo'92 y las Olimpiadas de Barcelona.
Otra importante medida fue creación de las Unidades de Negocio en 1991, consecuencia de la reorganización a fondo de los servicios ferroviarios de RENFE y cuya creación terminará haciendo desaparecer el modelo territorial de las Zonas. Este nuevo modelo persigue la rentabilidad económica, reduciendo la burocracia y los altos costes que suponían la organización en Zonas. A partir de ahora RENFE se articulará en torno a las tres unidades de negocio principales: Cercanías, Media Distancia y Larga Distancia.
El 30 de diciembre de 1998 fue fundada la empresa Gestor de Infraestructuras Ferroviarias (GIF), una entidad pública empresarial que se creó debido a las medidas del transporte ferroviario que la Unión Europea comenzó a impulsar a partir de la Directiva del Consejo 91/440/CEE sobre el Desarrollo de los Ferrocarriles Comunitarios, donde establecía (entre otras cuestiones) la separación entre los operadores de los trenes y el sujeto gestor de la infraestructura. En 2003 se produjo la inauguración del tramo Madrid–Lérida de la Línea de alta velocidad Madrid-Zaragoza-Barcelona-Frontera Francesa (a 200 km/h), siendo la segunda inaugurada en España después del Madrid-Sevilla y la primera del siglo XXI.

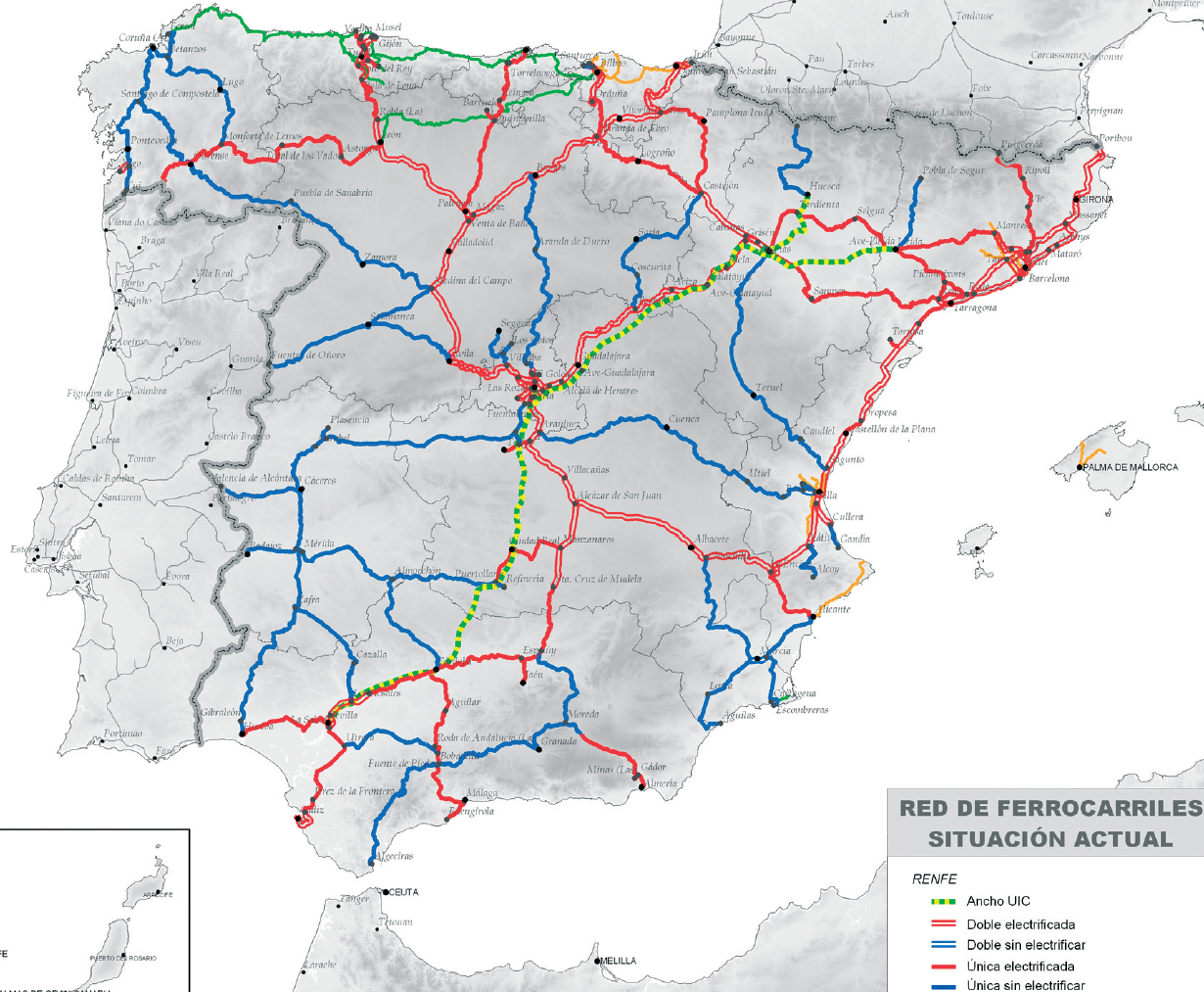
Mapa de la red de ferrocarriles en 2005, cuando se disolvió oficialmente RENFE

A causa de las nuevas directivas económicas de la Unión Europea, el Estado debía abrir la red ferroviaria a la competencia, por lo que se dispuso una nueva legislación para el sector ferroviario (LSF, o Ley 39/2003 del Sector Ferroviario), que en principio debía entrar en vigor el 1 de junio de 2004, pero que se retrasó con la asunción del Gobierno de José Luis Rodríguez Zapatero al 1 de enero de 2005. Ese día la Entidad pública empresarial «Renfe» se separaba de RENFE y esta a partir de ese momento comenzó a llamarse «Administrador de Infraestructuras Ferroviarias» (Adif). Las funciones de la antigua compañía quedaban repartidas entre las dos nuevas entidades:
- Renfe-Operadora, que se encarga del transporte de mercancías y pasajeros, en régimen de competencia con otras empresas. También realiza el mantenimiento y fabricación de material ferroviario, participando en importantes proyectos nacionales e internacionales.
- Adif, que gestiona vías, estaciones, comunicaciones, etc., cobrando un canon a las empresas usuarias de la red, entre ellas a Renfe.

## Estructura interna
A partir de 1990 la estructura interna de la empresa cambió con la creación de las Unidades negocio, reestructurándose de la siguiente manera:
- Unidad de Negocio de Cercanías
- Unidad de Negocio de Regionales
- Unidad de Negocio de Largo Recorrido - Grandes Líneas
- Unidad de Negocio de Alta Velocidad
- Unidad de Negocio de Cargas
- Unidad de Negocio de Transporte Combinado
- Unidad de Negocio de Mercancías
- Unidad de Negocio de Mantenimiento Integral de Trenes
- Unidad de Negocio de Mantenimiento de Infraestructura

## Presidentes
| Nombre                           | Inicio                   | Final                    | Notas                                                      |
| -------------------------------- | ------------------------ | ------------------------ | ---------------------------------------------------------- |
| Gregorio Pérez Conesa            | 21 de enero de 1941      | 30 de enero de 1944      | Nacionalización de los ferrocarriles y creación de RENFE.  |
| Eduardo Alfonso Quintanilla      | 30 de enero de 1944      | 11 de febrero de 1947    |                                                            |
| Rafael Benjumea y Burín          | 11 de febrero de 1947    | 23 de octubre de 1952    |                                                            |
| Alfonso Peña Boeuf               | 23 de octubre de 1952    | 3 de julio de 1957       |                                                            |
| Agustín Plana Sancho             | 3 de julio de 1957       | 20 de julio de 1962      | Abandono de la Línea Baeza-Utiel.                          |
| Carlos Mendoza Gimeno            | 20 de julio de 1962      | 22 de julio de 1967      |                                                            |
| Leopoldo Calvo-Sotelo            | 22 de julio de 1967      | 26 de julio de 1968      | Inauguración del Ferrocarril directo Madrid-Burgos.        |
| Alfonso Osorio García            | 26 de julio de 1968      | 6 de junio de 1970       |                                                            |
| Francisco Lozano Vicente         | 6 de junio de 1970       | 19 de diciembre de 1975  | Muerte de Francisco Franco.                                |
| Plácido Álvarez Fidalgo          | 19 de diciembre de 1975  | 22 de febrero de 1978    |                                                            |
| Enrique de Guzmán Ozámiz         | 22 de febrero de 1978    | 3 de abril de 1978       |                                                            |
| Ignacio Bayón Mariné             | 3 de abril de 1978       | 18 de junio de 1980      |                                                            |
| Alejandro Rebollo Álvarez-Amandi | 18 de junio de 1980      | 4 de septiembre de 1982  |                                                            |
| Antonio Carbonell Romero         | 4 de septiembre de 1982  | 4 de enero de 1983       |                                                            |
| Ramón Baixados Male              | 4 de enero de 1983       | 12 de septiembre de 1985 | Contrato programa de 1984: Cierre de líneas deficitarias.  |
| Julián García Valverde           | 12 de septiembre de 1985 | 16 de marzo de 1991      |                                                            |
| Mercè Sala Schnorkowski          | 16 de marzo de 1991      | 18 de junio de 1996      | Inauguración de la Línea de alta velocidad Madrid-Sevilla. |
| Miguel Corsini Freese            | 18 de junio de 1996      | 8 de mayo de 2004        | Inauguración de la Línea de alta velocidad Madrid-Lérida.  |
| José Salgueiro Carmona           | 8 de mayo de 2004        | 1 de enero de 2005       | Desaparición de RENFE.                                     |

## Organización territorial

### Orígenes

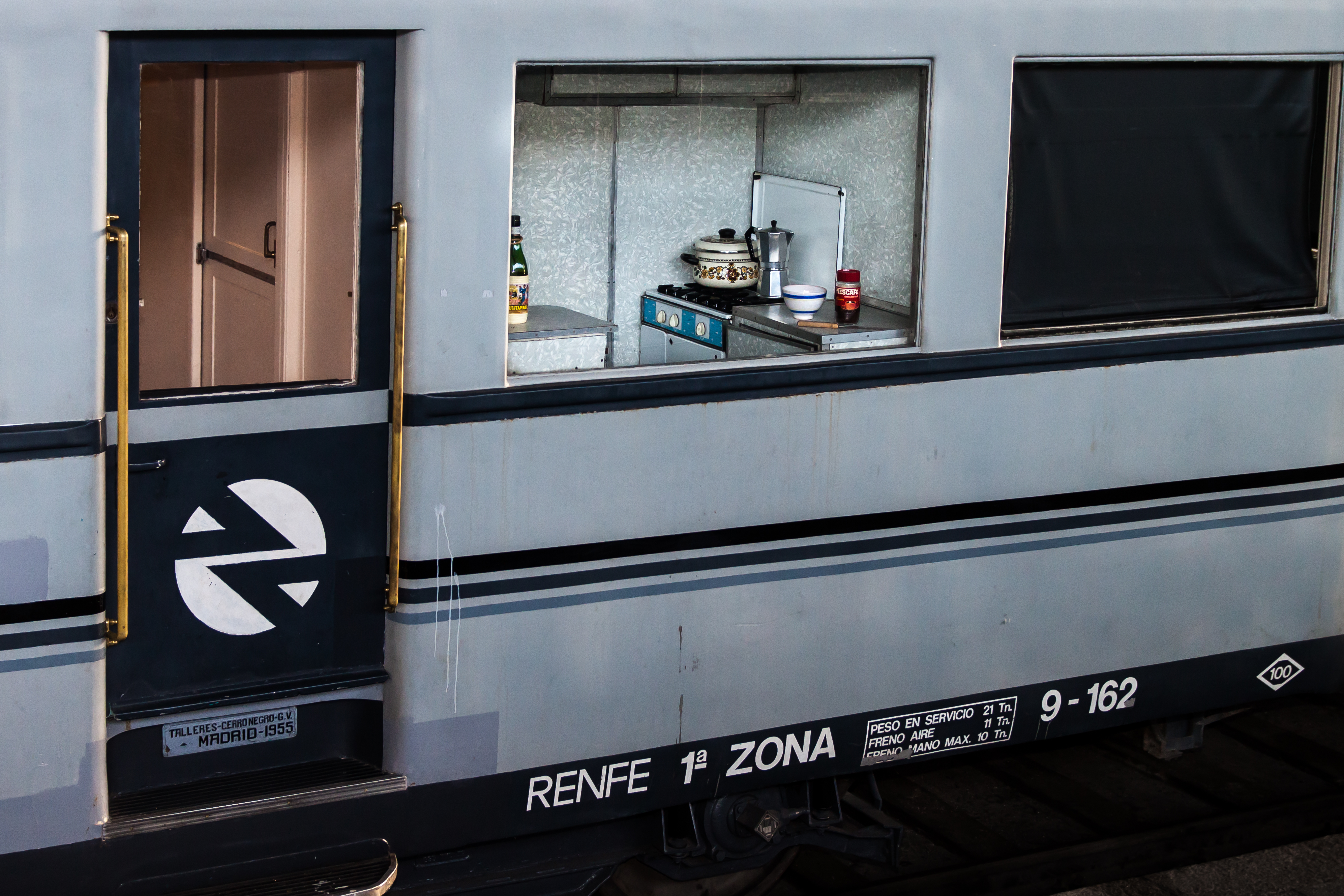
Automotor de la 1.ª Zona de RENFE, actualmente conservado en el Museo del Ferrocarril de Madrid.

En su primer quinquenio de funcionamiento, la RENFE primitiva mantuvo una división burocrática de su red basada en gran parte en los límites territoriales de las antiguas compañías absorbidas, por lo que se solía hablar de la «zona Norte», la «zona MZA», la zona Andaluces, etcétera.
Este sistema pronto se demostró obsoleto y el 6 de abril de 1948 se implantó una nueva división por zonas, creándose un total de siete y que recibían el mismo nombre donde se encontraba su centro: Madrid-Norte, Madrid-Atocha, Sevilla, Valencia, Barcelona, Bilbao y León. En el caso de Madrid se dividió en dos, por lo que los ferrocarriles que salían de Madrid hacia el norte tuvieron su centro en la Estación del Norte (actual Estación de Príncipe Pío) mientras que los que salían al sur tenían su centro en la Estación de Atocha. Los coches y vagones llevaban marcado en un rótulo (situado generalmente en los bajos del vagón) el número de la zona a la que pertenecían. Los Directores de Zona llegaron a tener, especialmente en las décadas de los años cuarenta y cincuenta, una autoridad casi militar, disponiendo a menudo de pequeños automotores para su transporte personal para inspeccionar las rutas a su cargo.

### LasZonasde la Red
Esta división de las 7 zonas permaneció casi intacta durante muchos años, estando en 1973 los límites de las zonas marcados por las siguientes líneas:
- Primera zona (Madrid-Norte): Con sus servicios centrales en Madrid, estación de Príncipe Pío. Se extendía por las líneas que nacen en Madrid hacia el norte, con límites de oeste a este, en Palazuelo-Empalme, frontera de Portugal, Puebla de Sanabria, Astorga, Santander, Venta de Baños, Burgos y Coscurita. El tramo Venta de Baños-Burgos de la línea de Madrid a Irún había pertenecido en 1948 a la Sexta Zona.
- Segunda zona (Madrid-MZA): Con sede en Madrid, estación de Atocha, y límites en la frontera con Portugal por su parte Oeste, Zafra, Almorchón, Santa Cruz de Mudela y Villarrobledo en el Sur, Utiel al Este, y Casetas y Soria en el límite Noroeste.
- Tercera zona (Sevilla): Prácticamente coincidía con la región andaluza, y sus límites eran Zafra, Almorchón, Santa Cruz de Mudela y Baza.
- Cuarta zona (Valencia): Comprendía la región levantina y la provincia de Teruel. Sus límites eran, de sur a norte, las estaciones de Baza, Villarrobledo, Utiel, Calatayud, Zaragoza-Delicias y Tortosa.
- Quinta zona (Barcelona): Comprendía Cataluña y Aragón y llegaba hasta la frontera francesa, al norte; Zaragoza y Tortosa, al oeste y Sur, respectivamente. La cabecera de Zona era Barcelona-Término.
- Sexta zona (Bilbao): Con límites meridionales en Casetas, Calatayud, Soria, Burgos y Venta de Baños. En Calatayud se dio durante mucho tiempo el único caso de coexistencia de tres zonas de Renfe en una sola población, al pertenecer la línea de Madrid a Barcelona (ex-MZA) a la 2.ª, la de Calatayud a Cidad Dosante (ex-SM) a la 6.ª y la de Calatayud a Valencia (ex-CA) a la 4.ª. En la división original de 1948 coexistían en Casetas las Zonas 2.ª, 5.ª y 6.ª.
- Séptima zona (León): Comprendía las provincias gallegas, Asturias y León, con sede en la capital de esta última provincia y límites en Palencia, Astorga y Puebla de Sanabria.

A raíz de la finalización de las obras procedentes del Plan de enlaces ferroviarios de 1933, se fueron incorporando a RENFE un gran número de nuevas líneas en la zona de Madrid-capital entre 1967 y 1972, dando lugar a numerosos puntos de contacto entre la Primera y la Segunda Zona. Madrid había dejado de ser estación término de muchos trenes de viajeros, para pasar a ser estación de paso, con lo cual a la larga se acabó imponiendo la unificación de las dos zonas en una sola, llamada «Zona Centro». La apertura de la Estación de Chamartín en 1967, que supuso la entrada en decadencia de la Estación del Norte también influyó en esto, siendo trasladadas sus competencias a la Estación de Atocha. Para evitar que quedara un número sin asignar, el número 2 fue otorgado a la zona astur-galaico-leonesa antes representada por el número 7.
El 1 de enero de 1987 RENFE hizo entrar en vigor la Circular número 5372, por la cual se redujo el tamaño de la Zona Centro, para equilibrar su tamaño con el de las zonas periféricas.
En los años noventa desaparecieron paulatinamente las «zonas» y fueron sustituidas por las gerencias operativas, como reflejo del fin de la terminología militar en favor de la corporativa de inspiración anglosajona. En el año 2005 las competencias de la Red Nacional a nivel de infraestructuras fueron transferidas a Adif, y las de material rodante y explotación a Renfe.

## Material motor

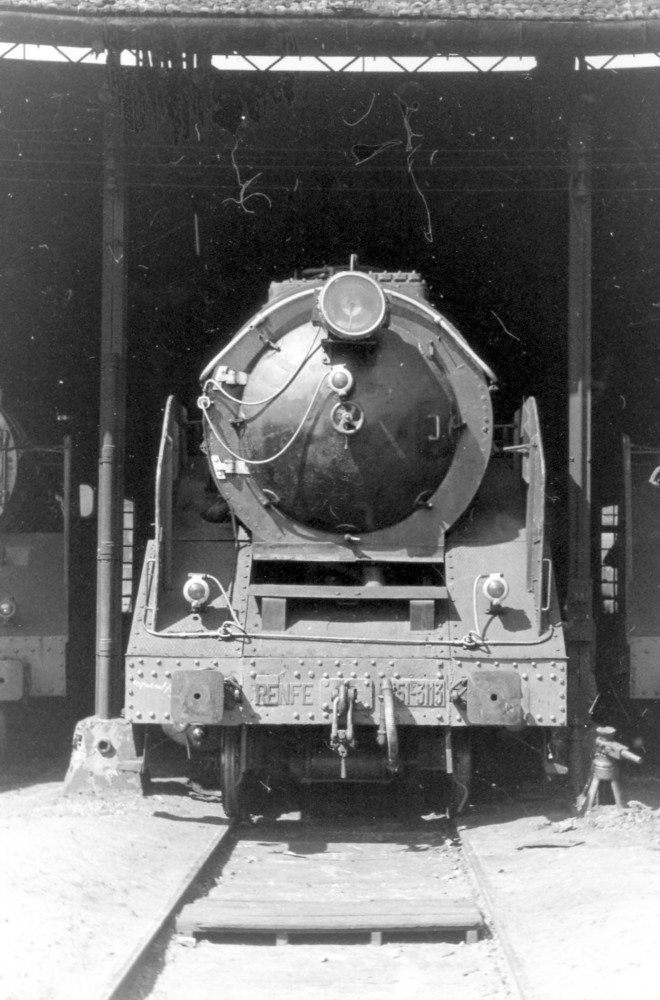
Locomotora de vapor de la Serie 151-3101 a 3122 en la Estación de Zaragoza-Portillo (1965).